# دس‌فلوران
دس‌فلوران (انگلیسی: Desflurane) یک متیل اتیل اتر فلوئوردار است که برای حفظ بیهوشی عمومی به کار می‌رود. دس‌فلوران مانند هالوتان، انفلوران و ایزوفلوران، این مخلوط راسمیک از ایزومرهای نوری (R) و (S) (انانتیومر) است. این دارو سریع‌ترین شروع و جبران را در میان داروهای بیهوشی فرار مورد استفاده برای بیهوشی عمومی به دلیل حلالیت کم در خون دارد.